# Сражение при Краоне
Сражение при Краоне (фр. Bataille de Craonne) — оборонительное сражение двух русских дивизий из армии Блюхера против армии Наполеона в ходе кампании 1814 года на территории Франции.
Пехотные дивизии Воронцова и Строганова из корпуса Винцингероде успешно оборонялись 23 февраля (7 марта) 1814 (далее в статье даты по новому ст.) на Краонских высотах на берегу реки Эна от 30-тысячной армии Наполеона, после чего в порядке отошли по приказу прусского фельдмаршала Блюхера к основным силам армии к 2 часам дня. Французы заняли высоты, однако их потери в полтора раза превысили потери русских войск.

## Кампания 1814 года
В первых числах января 1814 года австро-прусско-русские войска с присоединившимися корпусами немецких государств вторглись во Францию с целью свержения Наполеона. Несмотря на 2-кратное превосходство союзных сил над войсками Наполеона из-за несогласованности действий союзников и политических разногласий в их рядах первое наступление на Париж провалилось. В ходе шестидневной кампании 9—14 февраля Наполеон по частям разгромил Силезскую армию под началом прусского фельдмаршала Блюхера, после этого при Мормане и Монтро Наполеон с успехом атаковал и разбил передовые корпуса Главной армии союзников под началом австрийского фельдмаршала Шварценберга.
Сразу после победы при Монтро Наполеон двинулся к Мери с намерением форсировать Сену и выйти на коммуникации Главной армии союзников, отступившей к Труа. Однако 22 февраля он обнаружил на другом берегу армию Блюхера, оправившуюся от поражений. Наполеон не решился атаковать объединённые силы союзников, которые в 2 раза превосходили войска в его распоряжении.
Несмотря на значительное численное превосходство Шварценберг приказал оставить Труа и отступить в Бар-сюр-Об и Бар-сюр-Сен. Блюхер, возмущённый этим решением, обратился к русскому царю и прусскому королю, находившимся при Главной армии, и получил разрешение действовать самостоятельно.
Союзные армии поменялись функциями: до того вспомогательная армия Блюхера теперь должна была вести активные наступательные действия, а Главная армия Шварценберга отвлекать и распылять французские силы. На усиление Блюхера были направлены русский корпус Винцингероде и прусский Бюлова из Северной союзной армии Бернадота, вяло действовавшей на вспомогательном направлении на севере Европы.

## Отделение Блюхера от Главной армии

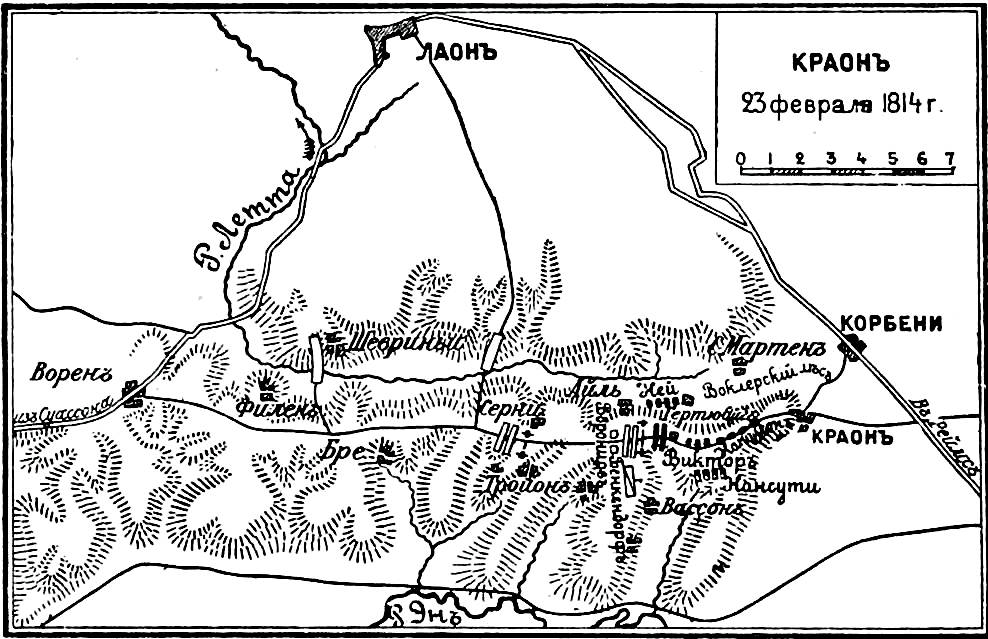
Театр военных действий
(карта-схема из статьи «Краон»
«Военная энциклопедия Сытина»)

В ночь на 24 февраля Блюхер оставил Мери. Вместо движения на север навстречу подкреплениям, он направился на северо-запад, рассчитывая разбить разделённые слабые заслоны маршалов Мармона и Мортье. 27 февраля Блюхер подошёл к Лаферте-су-Жуар (75 км восточнее Парижа) на Марне, где встретил маршалов, успевших объединиться и организованно отступить к Мо.
Наполеон занял Труа 23 февраля, но, узнав о выдвижении Блюхера, решил организовать его преследование как наиболее опасного и активного противника. Убедившись в пассивности Шварценберга, Наполеон оставил против него возле Бар-сюр-Об и Бар-сюр-Сен немногочисленные войска маршалов Удино, Макдональда и генерала Жерара, всего 30 тыс. солдат, а сам 27 февраля с примерно 40 тысячами тайно двинулся из Труа к Лаферте-су-Жуар в тыл к Блюхеру.
Союзные монархи, опасаясь за участь армии Блюхера, вынудили Шварценберга перейти хотя бы в частичное наступление. 27 февраля союзные войска отбросили заслон маршала Удино за реку Об (Сражение при Бар-сюр-Обе), а затем его с Макдональдом за реку Сену, заняв 5 марта город Труа. После этого главнокомандующий Шварценберг, следуя директивам австрийского кабинета, остановил продвижение, развязав тем самым Наполеону руки для борьбы с Блюхером.
После серии неудачных попыток взять Мо штурмом Блюхер узнал о движении Наполеона и начал отступление навстречу двигавшимся подкреплениям. Маршалы Мармон и Мортье перешли в наступление.

## Захват Суассона и усиление Блюхера
28 февраля Наполеон занял Лаферте-су-Жуар, вытеснив оттуда пруссаков Йорка. Блюхер, отбиваясь от авангарда Наполеона, вдоль реки Урк пошёл на север к Суассону на Эне, где рассчитывал соединиться с корпусами Винцингероде и Бюлова. Русский корпус Винцингероде подходил от Реймса (восточнее Суассона) вдоль левого (или южного) берега Эны, прусский корпус Бюлова шёл от Лаона, то есть находился на противоположном от Блюхера и Винцингероде правом берегу Эны. Единственный ближайший мост через Эну находился в Суассоне, где в крепости размещался французский гарнизон из 1500 поляков под командованием генерала Моро.. Была ещё переправа в местечке Берри-о-Бак, однако было очевидно, что Наполеон успевал прибыть туда раньше.
Союзники, угрожая штурмом, уговорили генерала Моро покинуть 3 марта крепость Суассона с оружием, после чего 4 марта Блюхер перешёл на правый берег Эны, где его армия, соединённая с корпусами Винцингероде и Бюлова, увеличилась вдвое и стала насчитывать по некоторым данным до 109 тыс. солдат.
Сдача Суассона позволила союзникам объединить наличные силы перед новым сражением с Наполеоном. Все, и союзники, и французы, придавали сдаче Суассона большое значение. Французские историки, однако, склонны преувеличивать инцидент со сдачей Суассона, ошибочно полагая, что Блюхер спас свою армию только благодаря бегству от Наполеона за Эну. Силы Блюхера после соединения с корпусом Винцингероде оценивались в 75 тыс. солдат, то есть более чем в полтора раза превосходили силы Наполеона на левом берегу Эны. Позиция с рекой в тылу была крайне неблагоприятна для Блюхера, однако соотношение сил не позволяет сделать уверенного прогноза о поражении прусского фельдмаршала в случае, если бы Моро не сдал Суассон.
6 марта Наполеон пересёк Эну выше, в местечке Берри-о-Бак, после потери 5 марта 1200 солдат в неудачной попытке отбить Суассон. Мост в местечке Берри-о-Бак был захвачен внезапной атакой генерала Нансути, разогнавшего охрану из казаков. Наполеон знал о потере Суассона, но не знал о соединении союзников и намеревался отрезать центральную дорогу Суассон—Лаон. Уже 7 марта Наполеон атаковал позиции Блюхера на Краонских возвышенностях.

## План Наполеона и позиция Блюхера
Как полагают военные историки, ссылаясь на мемуары маршала Мармона, Наполеон был вынужден малыми силами (40—50 тыс.) атаковать Блюхера, чтобы прорваться к северу на Рейн и в Голландию, где рассчитывал деблокировать французские гарнизоны. Гарнизоны могли дать ему до 50 тысяч солдат, что позволило бы французскому императору сокрушить союзные армии во Франции.
Большая армия Блюхера заняла растянутую позицию от берегов Эны до города Лаона. Пехотные дивизии Воронцова и Строганова из корпуса Винцингероде (16300 солдат, 84 орудия) заняли передовую позицию на высоком плато с очень крутыми склонами (Краонское плато), в миле от Эны. Русский корпус Остен-Сакена находился в резерве, в полутора милях за этой позицией. Севернее пруссаки Бюлова (17 тыс.) заняли Лаон, город на большой дороге в Париж. Пруссаки Йорка и Клейста (23 тыс.) разместились на плато между Лаоном и Суассоном. Суассон охранялся русским отрядом генерала Рудзевича (6—9 тыс.).
Генералу Винцингероде с отрядом в 10 тыс. кавалеристов была поставлена задача обойти и атаковать правый фланг или тыл Наполеона, когда тот увязнет в штурме Краонского плато. Фланговому манёвру Винцингероде придавалось решающее значение в диспозиции предстоящего сражения.

## Ход сражения
В сражении при Краоне принимали участие только 2 пех. дивизии под командованием генерал-лейтенанта Воронцова и генерал-лейтенанта Строганова общей численностью 16300 человек. Резерв Остен-Сакена, за исключением его конницы (до 5 тыс. гусар и драгун), не принимал участие в бою, а генерал Винцингероде из-за плохих дорог и ошибочного маршрута не смог осуществить вовремя обходный манёвр кавалерией.

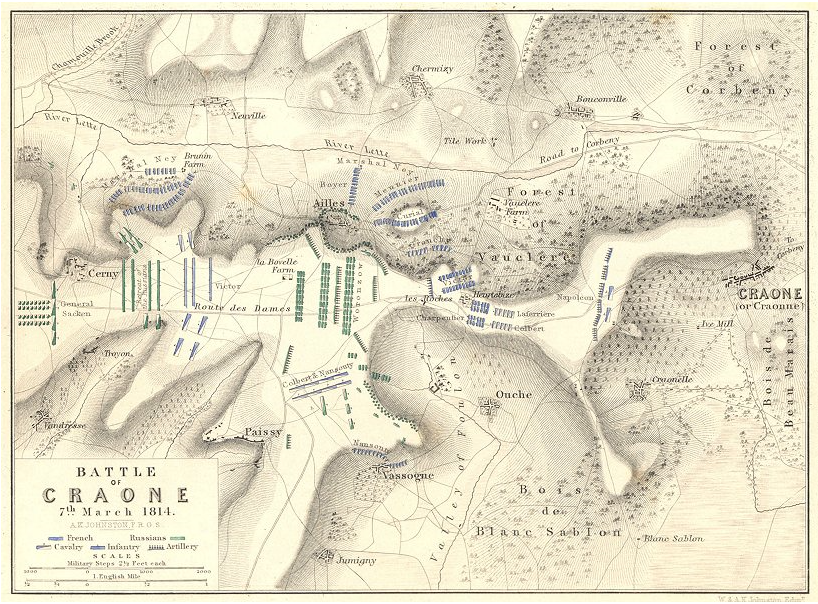
Карта сражения при Краоне.

Сражение началось 7 марта, в 9 часов утра. Наполеон разместил 6 артиллерийских батарей на возвышенности вблизи Краона. На левый фланг русской позиции он направил 3 штурмовые колонны под общим командованием маршала Нея. На правый фланг русских Наполеон направил гвардейцев Мортье и кавалерию Нансути и Груши. В центре атаковал маршал Виктор. Всего с французской стороны в сражении приняло участие 29400 солдат. Современный российский историк Безотосный сообщает, что Наполеон подтянул к Краону до 25 тысяч. 
В рядах французской армии было много новобранцев, поэтому французским генералам и маршалам приходилось лично вести их в атаку. Маршал Виктор был тяжело ранен, из-за чего он надолго оставил военную службу. Нансути, Груши  и 4 других наполеоновских генерала также получили серьёзные ранения.
Колонны Нея захватили деревню Айлес, но были выбиты оттуда русской контратакой. После безуспешных попыток вновь овладеть деревней, французы установили напротив её сильную батарею, огонь которой заставил русских покинуть деревню. Охваченные с обоих флангов русские дивизии на плато оказались в опасном положении.
Когда Блюхер не дождался кавалерийской атаки Винцингероде в тыл Наполеону, то приказал Воронцову отступить с плато в 2 часа дня. Отход в сторону Лаона прикрывался артиллерийским огнём и, по признанию военных специалистов, был осуществлён блестяще.
Наполеон, заметив отходящие каре русской пехоты, вывел на передовую линию всю доступную артиллерию, около сотни орудий. Одновременно французская кавалерия пыталась атаковать спускающуюся с плато пехоту. Русские гусары и драгуны из резерва Остен-Сакена отбросили кавалеристов Наполеона, что дало время установить на склонах плато русские батареи в две линии, одна над другой. Когда русская пехота миновала свои орудия, те стали бить с такой интенсивностью, что французы были вынуждены убрать батареи с линии огня. Артиллерийская дуэль, по признанию очевидцев, беспрецедентная в кампании, продолжалась 20 минут.
В атаке был смертельно ранен командир 2-й гусарской дивизии генерал-лейтенант Ланской.
Погиб 19-летний сын графа Строганова — Александр Павлович Строганов.

## Результаты сражения
При штурме Наполеон потерял 5,5—8 тысяч солдат, причём в этом сражении непропорционально много французских генералов выбыло из строя. Сам Наполеон в письме брату Жозефу назвал цифры 700—800 человек, хотя точно оценил потери противника.
Русские потери составили 5 тысяч солдат, согласно оценкам историков и надписи на 54-й стене галереи воинской славы Храма Христа Спасителя. Сражение при Краоне рассматривается как одно из самых кровавых за всю кампанию, если оценивать удельное число убитых и раненых (процент от количества участников сражения). Ни одна из сторон не захватила трофеи. Захваченное ценой больших потерь плато не имело значения для Наполеона с военной точки зрения. Его цель разбить, или хотя бы сильно ослабить армию Блюхера, оставалась нерешённой.

Согласно автору A. Alison Наполеон, огорчённый большими безрезультатными потерями, дал такую оценку сражению: 

«Я ясно вижу, что эта война — бездна, но я буду последним, кого она поглотит. Если нам предложат носить оковы, я не вытяну руки вперёд, чтобы принять их. Только Старая Гвардия стояла твёрдо. Все остальные плавились как снег».

Граф Воронцов и граф Строганов получили за сражение, успешное с точки зрения царя, ордена Св. Георгия 2-й степени. 4 российских полка были отмечены за доблесть Георгиевскими знаменами.
Блюхер стянул все наличные силы (104 тыс., из них 22 тыс. кавалерии, 260 орудий) к Лаону. Из-за трудностей снабжения русский гарнизон покинул Суассон. Наполеон также стянул свои силы в кулак, доведя численность армии до 52 тыс. солдат, включая 10 тыс. кавалерии. 9-10 марта 1814 года состоялось сражение при Лаоне, в котором Наполеон потерпел поражение и отступил через Суассон и Берри-о-Бак за Эну.
Незадолго до сражения русский отряд пытался дымом выкурить из пещеры у селения Песси спрятавшееся там мирное население; от удушья скончалось несколько детей. В качестве мести после поражения русских войск жители Песси добивали раненых солдат, в том числе посредством огня .